# Trockene Tunguska
Die Trockene Tunguska (russisch Сухая Тунгуска; Suchaja Tunguska) ist ein etwa 212 km langer rechter bzw. ostsüdöstlicher Nebenfluss des Jenissei in der Region Krasnojarsk in Sibirien, Russland (Asien).

## Verlauf
Die Trockene Tunguska entsteht im Westteil des Mittelsibirischen Berglands rund 80 km nordwestlich des am Nachbarfluss Untere Tunguska gelegenen Noginsk aus dem Zusammenfluss zweier Gebirgsbäche. Die Bachvereinigung liegt auf etwa 470 m Höhe zwischen maximal 679 m hohen Bergen.
In der Tunguska-Region verläuft sie in überwiegend westnordwestlicher Richtung durch fast unbesiedelte Bereiche des Berglands. Nach dessen Verlassen fließt sie in das Westsibirische Tiefland ein, wendet sich sogleich nach Norden und dreht etwas später in ihrem Unterlauf nach Westen.
Schließlich mündet die Trockene Tunguska etwa 1 km nördlich der Ortschaft Suchaja Tunguska auf etwa 7,5 m Höhe in den dort von Süden kommenden Jenissei, der 1058 km weiter nördlich in die arktische Karasee fließt.

## Einzugsgebiet, Flora und Fauna
Das Einzugsgebiet der Trockenen Tunguska umfasst etwa 7390 km². Ihr Ursprungsgebiet liegt in der Region des Permafrostbodens mit den für die Tundra typischen Flechten und Moosen, weiter flussabwärts erstrecken sich boreale Nadelwälder (Taiga) und Waldtundra.
Der Fluss ist alljährlich von Oktober bis in den Mai von Eis bedeckt. Wenn Eis und Schnee schmelzen, entstehen in seinem Mittel- und Unterlauf oftmals starke Hochwasser. Im Fluss leben zum Beispiel Barschfische (wie Flussbarsche), Hechte, Karpfenfische (wie Phoxinus und Gründlinge), Lachsfische (wie Forellen) und Quappen.
Wegen der Abgeschiedenheit gibt es kaum Ansiedlungen.